# Сенек (некрополь)
Сенек (каз. Сенек) — некрополь XVII—XX веков в Каракиянском районе Мангистауской области Казахстана. Располагается 1 км к востоку от посёлка Сенек. В 1982 году некрополь Сенек был включён в список памятников истории и культуры Казахской ССР республиканского значения и взят под охрану государства.

## Описание
Комплекс некрополя состоит из двух частей. Первая из них, датируемая XIX—XX веками, на площади 1,5 га содержит 3 купольных мавзолея, более 31 саганатама и одну малую форму надгробмй (кулпытас и койтас). Вторая часть, расположенная в 600 м юго-восточнее первой, на площади около 1 га содержит 2 купольных мавзолея, около 20 саганатамов и малых форм надгробий.
В состав комплекса некрополя входит ряд ценных архитектурных сооружений, среди которых выделяется мавзолей Нурбергена Калишева (Кылышева), построенный в 1900 году мастерами Дутбаем Жандаулетовым и Нурниязом Избасаровым. Мавзолей построен из светло-кремового камня-ракушечника мелкозернистой формы. План здания квадратный — 5,5×5,5 м. Главный фасад обращён на юго-восток. Орнамент, узоры фасадов и стен интерьера построены на растительных (цветки, лепестки, бутоны), зооморфных (туе-табан, космуиз, сынармуиз), геометрических (круги, треугольники, сетка квадратов) и космогонических (вихревые розетки) мотивах в технике резьбы по контуру узора с последующей полихромной раскраской.
Во второй части некрополя доминантой является мазар Беккула Жанторина, построенный в 1785 году и отличающийся приземистыми пропорциями.